# 아이누 타임스
《아이누 타임스》(Ainu Times, 일본어: アイヌタイムズ 아이누타이무즈[*])는 아이누어로 발간되는 신문이다. 1997년 3월에 창간하였으며, 확장 가타가나 및 로마자로 표기된다. 편집장은 다카시 하마다이다.